# NGC 5621
NGC 5621 is een groep van drie sterren in het sterrenbeeld Ossenhoeder. De groep werd op 30 januari 1784 ontdekt door de Duits-Britse astronoom William Herschel.